# Problemas no resueltos de la física
En física existen los denominados problemas no resueltos. Algunos de ellos son teóricos, es decir, problemas no resueltos que las teorías aceptadas parecen incapaces de explicar, mientras que otros son experimentales, es decir, que el problema consiste en la dificultad de llevar a cabo un experimento para probar un determinado fenómeno o estudiar con más detalle una teoría propuesta.

## Fenómenos físicos en busca de una explicación

### Problemas en las teorías fundamentales
- Teoría del todo: ¿Cómo sería una teoría física consistente, que contenga como casos límites tanto la relatividad general como la teoría cuántica de campos, explicando todos los aspectos del universo, desde lo más pequeño a lo más grande, de manera unificada?[1]
- Constantes físicas fundamentales: ¿Por qué observamos esos valores de las constantes y no otros? Actualmente, podemos formar varias constantes físicas adimensionales que no sabemos como calcular a partir de una teoría más fundamental y sólo podemos determinar empíricamente pero no tenemos explicación para el valor medido.[2][3] ¿Cuál es el mínimo número de constantes físicas adimensionales a partir de las cuales se puede predecir el valor de las otras constantes adimensionales derivadas? ¿Son las constantes adimensionales necesarias o podría existir una descripción del universo que prescindiera de ellas?

### Cosmología
- La constante cosmológica: ¿Por qué la energía del estado fundamental del vacío no hace que haya una constante cosmológica grande? ¿Qué podría estar compensando para que tengamos un valor actual pequeño?[4][5][6]
- La catástrofe del vacío: La "catástrofe del vacío" se refiere a la enorme discrepancia entre la densidad de energía del vacío predicha por la teoría cuántica de campos y la observada a nivel cosmológico. En física de partículas, esta discrepancia resalta un problema con la comprensión cuántica del vacío, ya que sus cálculos arrojan valores muchos órdenes de magnitud mayores que los observables. En la cosmología, este desajuste cuestiona nuestra comprensión de la energía oscura y la expansión del universo, dado que la densidad de energía del vacío influye en la dinámica del cosmos.[7]Dicha catástrofe del vacío tiene implicaciones en la constante cosmológica y en la expansión acelerada del Universo.
- Expansión acelerada del Universo: ¿Por qué la expansión del Universo se está acelerando, tal y como se ha observado? ¿Cuál es la naturaleza de la energía oscura que provoca esta aceleración? Si es debida a la constante cosmológica, ¿Por qué es dicha constante tan pequeña, casi cero? ¿Por qué no es enorme, como han predicho la mayoría de las teorías cuánticas de campos, o cero, por alguna razón de simetría todavía desconocida? ¿Cuál es el destino último del Universo?
- Flecha del tiempo: ¿Por qué el Universo tuvo tan poca entropía en el pasado, dando como resultado la distinción entre pasado y futuro y la segunda ley de la termodinámica?[8][9]
- Inflación cósmica: ¿Es la teoría de la inflación cósmica del universo temprano correcta? En caso afirmativo, ¿cuál sería la versión correcta de la misma?[10]
- Problema del horizonte: ¿Por qué regiones muy distantes del universo parecen ser tan homogéneas y parecidas entre sí, cuando la teoría del Big Bang no parece garantizar esa homogeneidad. ¿Es la inflación cósmica la explicación adicional la verdadera solución a dicho problema?
- General: ¿Cuáles son los orígenes de las asimetrías en general del Universo?

### Astronomía observacional
- Chorros de los discos de acrecimiento: ¿Por qué los discos de acreción que rodean ciertos objetos astronómicos, como los núcleos de galaxias activas, emiten chorros relativistas a lo largo de sus ejes polares?
- Bolas luminosas o también Rayo globular: ¿Son reales esos objetos flotantes y resplandecientes? ¿Cómo darles explicación?
- El problema de la rotación de las galaxias: ¿Por qué los elementos exteriores de una galaxia orbitan a la misma velocidad que los elementos interiores? Como posibles explicaciones se han propuesto la materia oscura y la Teoría modificada (MOND) de las Leyes de Newton. ¿Cuál es la verdadera?
- Fuentes de rayos gamma: ¿Cuál es el origen de esos objetos astronómicos tan extraordinariamente energéticos?
- ¿A qué se debe que algunos rayos cósmicos parezcan poseer energías elevadísimas, si no existen fuentes de rayos cósmicos lo suficientemente energéticas en las proximidades de la Tierra, y los rayos cósmicos emitidos por fuentes muy alejadas deberían haber sido absorbidos por la radiación de fondo de microondas de acuerdo con el límite Greisen-Zatsepin-Kuzmin ?
- La anomalía de las Pioneer: ¿Cuál es la causa de la aceleración residual de la sonda Pioneer?

### Física de partículas
- Asimetría de los bariones: ¿Por qué hay mucha más materia que antimateria en el Universo?
- Fusión fría: ¿Observamos un exceso de calor en los experimentos? ¿Cuál es su origen?
- Teoría unificada de las interacciones: ¿Es posible construir una teoría gauge válida a altas energías, tal que a bajas energías equivalga al resto de teorías gauge (modelo electrodébil, cromodinámica cuántica)?

### Física del estado sólido
- Sólidos amorfos: ¿Cuál es la naturaleza de la transición entre un fluido o sólido regular y un estado cristalino?
- Superconductores de alta temperatura: ¿Por qué ciertos materiales muestran superconductividad a temperaturas mucho mayores de 50 K?

### Otros
- Turbulencia: ¿Es posible hacer un modelo teórico que describa el comportamiento de un fluido turbulento (en particular, sus estructuras internas)?
- Física solar: ¿Por qué la corona solar (la capa atmosférica del Sol) está mucho más caliente que su superficie?
- Bamboleo de Chandler. Se observa una variación del eje de la Tierra de unos 0,7 segundos de arco en un período de 433 días. Se han propuesto hipótesis que señalan como causantes diversos factores, tales como presiones oceánicas y cambios atmosféricos, pero ninguna parece concluyente.

### Física matemática
- Las integrales de camino [de Feynman], se conciben como una integral dada por una medida en espacio de dimensión infinita y usualmente se considera un límite heurístico para definirlas.[11] Sin embargo, matemáticamente no existe una medida rigurosamente definida que sea traslacionalmente invariante, por lo que en general los físicos recurren a desarrollos informales e interpretaciones heurísticas para hacer razonamientos que involucran dichas integrales.
- La renormalización es un procedimiento heurístico que aunque práctico y adecuado para muchos fines, carece de una justificación rigurosa adecuada más que para algunos casos simples.[12]
- Las diferentes teorías cuánticas de campos axiomáticas establecen diferentes condiciones físicas y matemáticas que debe satisfacer una teoría, y se han construido modelos de campos libres que satisfacen pero no se ha logrado construir ninguna teoría exacta en un espacio-tiempo ordinario que involucre campos con autointeracción (aunque se sabe que a energías suficientemente altas cualquier campo presenta autointeracción).
- La clasificación de 3-variedades es importante para en relación con definir las posibles hipersuperficies de Cauchy en espacio-tiempo arbitrario. Si bien el teorema de clasificación de superficies, clasifica todas las superficies o 2-variedades compactas posibles el problema en una dimensión más no está resuelto.

## Lista de problemas no resueltos presentada por David Gross
En la conferencia Strings 2000, David Gross, Michael Duff y Edward Witten seleccionaron al modo de los famosos 23 problemas de David Hilbert de 1900, cuáles serían los problemas más interesantes de la física en esos momentos,

su lista era:
1. ¿Son todos los parámetros adimensionales medibles que caracterizan al universo físico calculables en principio o algunos están meramente determinados por accidentes histórico-mecanocuánticos y son incalculables?
2. ¿Cómo puede la gravedad cuántica ayudar a explicar el origen del Universo?
3. ¿Cuál es la vida media del protón y cómo entenderla?
4. ¿Es la naturaleza supersimétrica, y si es así, cómo se rompe la supersimetría?
5. ¿Por qué aparentemente el Universo tiene una dimensión temporal y tres espaciales?.
6. ¿Por qué la constante cosmológica tiene el valor que tiene?, ¿es igual a cero y es realmente una constante? (relacionada con la pregunta 1).
7. ¿Cuales son los grados de libertad fundamentales de la teoría M y describe esta teoría la naturaleza?
8. ¿Cuál es la solución de la paradoja de la pérdida de información en agujeros negros del agujero negro?
9. ¿Cómo explica la física la enorme disparidad entre la escala gravitatoria y la típica escala de la masa de las partículas elementales?
10. ¿Podemos comprender cuantitativamente el confinamiento de quarks y gluones en la cromodinámica cuántica?

## Ideas teóricas en busca de una demostración experimental
- La expansión del universo: ¿Es correcta en sus detalles la teoría del Big Bang? Y si lo es, ¿cuáles son los detalles de este periodo actual? ¿Cuál es el hipotético campo de expansión que dio lugar a la expansión? ¿Es nuestro universo abierto o cerrado? ¿Es la expansión acelerada del universo totalmente consistente con la teoría usual del Big Bang? Dado que parece que el Big Bang necesita ser complementado con algún submodelo de inflación cósmica, de los propuestos hasta ahora ¿cuál es el más adecuado?
- Monopolos magnéticos: ¿Existen partículas que posean "carga magnética"?. Y si las hay, ¿Por qué son tan difíciles de detectar?
- La masa de los neutrinos: ¿Cuál es la masa de los variados neutrinos? ¿Cuál es su naturaleza? ¿Cumplen la ecuación de Dirac o la de ecuación de Majorana?
- La desintegración de los protones: ¿Los protones se desintegran? Y si es así, ¿cual es su vida media?
- Cromodinámica cuántica (QCD en inglés) en régimen no perturbativo: Las ecuaciones de la QCD siguen sin resolver para las energías que describirían con mayor exactitud los núcleos atómicos. ¿Cómo nos dará a conocer la QCD la física de los núcleos y los nucleones?
- Gravedad cuántica (gravitones): ¿Cómo podemos unir la teoría de la mecánica cuántica con la teoría de la relatividad general para formular la "teoría del todo" ¿Es la teoría de las cuerdas el camino que debemos seguir para llegar a la gravedad cuántica, o es un callejón sin salida? ¿Hay alguna forma de obtener información acerca de cómo son las leyes de la Física en la escala de Planck?
- Mecánica cuántica y el límite de correspondencia: ¿Hay una interpretación de la mecánica cuántica que se prefiera antes que las otras? ¿Cómo nos da ésta interpretación cuantizada de la realidad, con cosas como la superposición de estados y el colapso de la función de onda, dar lugar a la realidad que percibimos?
- Parámetros del modelo estándar: ¿Qué dio lugar al modelo estándar que conocemos? ¿Por qué las partículas que recoge el modelo tienen las masas que hemos medido, y las interacciones tienen la fuerza que hemos medido? ¿Por qué hay precisamente tres generaciones de partículas? ¿Refleja el modelo estándar la realidad, una buena aproximación a ella, o simplemente no vale para nada?
- Supersimetría: ¿Es la supersimetría una simetría que tiene la naturaleza? Si es así, ¿cómo y por qué se rompió? ¿Podrán ser detectadas las partículas supersimétricas que la teoría predice?
- Viajar más rápido que la luz: ¿Es posible ir más rápido que la velocidad de la luz? Si fuera así, ¿se violarían algunos principios del Universo como la causalidad? ¿El colapso de la función de onda parece involucrar una comunicación superlumínica, qué consecuencias tiene eso para la mecánica cuántica relativista?

## Desafíos de la ingeniería
- Energía de fusión: ¿Es posible construir en la práctica un Reactor nuclear que funcione con fusión nuclear en vez de con fisión nuclear?
- Computación cuántica: ¿Es posible fabricar un ordenador que realice cálculos empleando bits cuánticos o qubits?

## Problemas resueltos recientemente
- Problema de los neutrinos solares
- Bosón de Higgs, tras casi 50 años desde la formulación del mecanismo de Higgs, finalmente en 2012 se detectó la partícula involucrada en la ruptura espontánea de la simetría.
- Ondas gravitatorias en 2016 finalmente se logró detectar de manera efectiva ondas gravitatorias, por primera vez, aunque su existencia había sido postulada por Einstein unos cien años antes.[14][15][16]
- Pandeo inelástico de columnas bajo carga central. Este es un fenómeno extremadamente complejo. Se han creado comités especializados en varias naciones para conseguir la ecuación teórica pero ha sido imposible. La solución aquí. https://www.sciencedirect.com/science/article/pii/S2590123023003894